# 安顾直销保险
安顾直销保险（德語：ERGO Direkt Versicherungen）是一家总部设在巴伐利亚州菲尔特的德国保险公司。

## 历史
创立于1984年，现由安顾保险集团全资拥有。它是一家传统的直销保险公司，其业务运作主要通过直效营销渠道（互联网、邮递、传单、电话等）。